# Hexaèdre

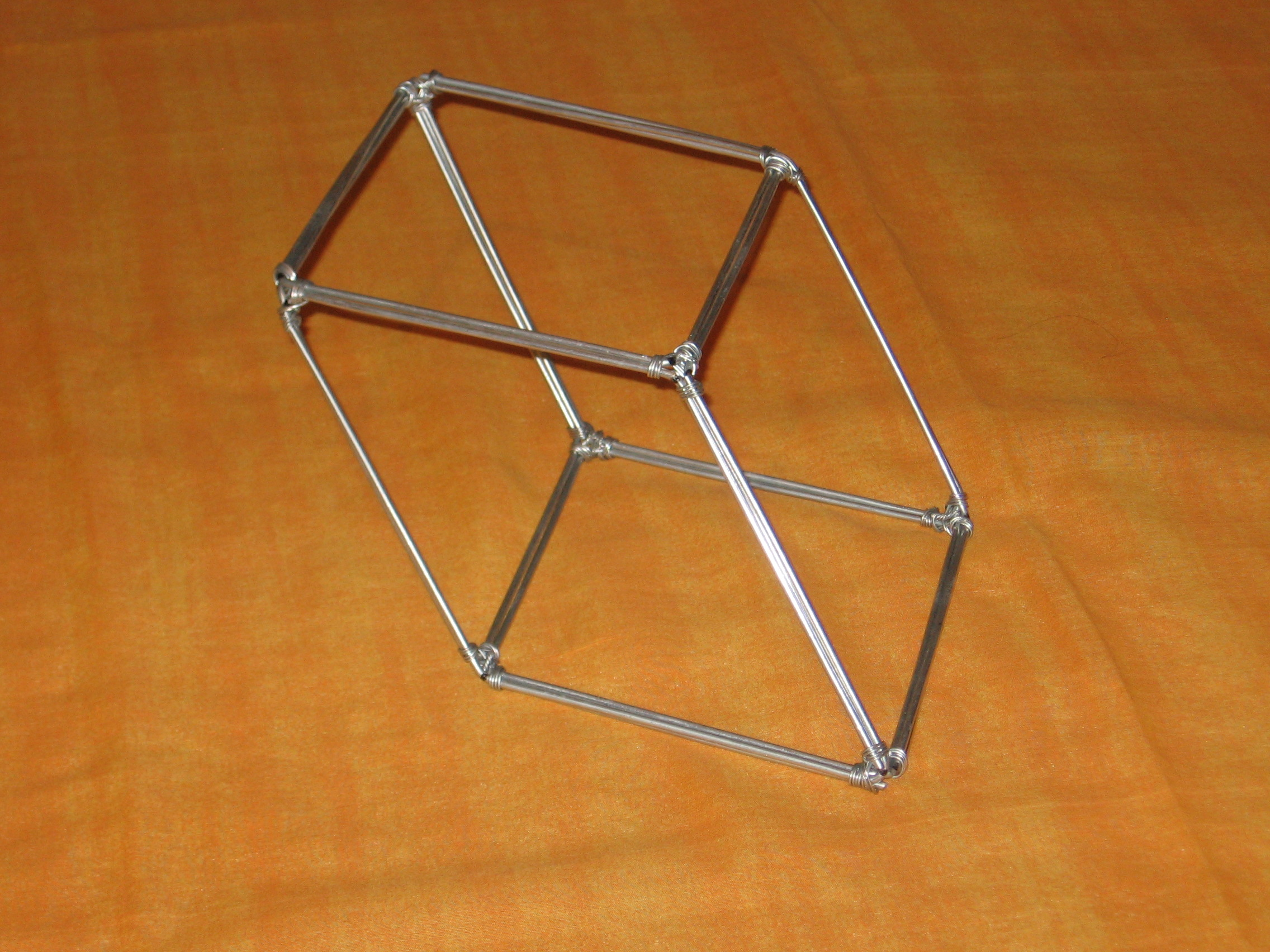
maquette d'un hexaèdre

En géométrie des solides, un hexaèdre est un polyèdre à six faces. Le terme « hexaèdre » vient du bas latin hexahedrum, lui-même issu du grec ancien ἑξάεδρος / hexáedros (« à six faces »),.
Il existe un hexaèdre régulier : le cube.

## Classification
Trois conditions doivent être réunies pour former un hexaèdre régulier : ses arêtes sont égales ; ses faces sont des polygones réguliers identiques ; ses sommets sont congruents (On dit que deux angles sont congrus si la mesure de leurs côtés et angles correspondants est égale. On peut les inscrire dans une sphère). Ainsi, il n'existe qu'un seul hexaèdre régulier, le cube.
Il existe cependant deux autres hexaèdres semi-réguliers dont toutes les arêtes ont même longueur : le double tetraèdre en forme de diamant, appelé diamant triangulaire et la pyramide à base pentagonale, appelée pyramide pentagonale. Ce sont des solides de Johnson (J2, J12).
On classe en général les hexaèdres convexes en sept types selon la nature de leurs faces. Le théorème de Descartes-Euler en permet un inventaire exhaustif. 
1. Solide à six quadrilatères : C'est là que l'on trouve le cube, le pavé, le lingot. Le solide a huit sommets et douze arêtes. Certains ouvrages ne reconnaissent le terme d'hexaèdre qu'à ce seul type.
2. Solide à deux triangles, deux quadrilatères, deux pentagones. Ce solide a huit sommets et douze arêtes.
3. Solide à deux triangles et quatre quadrilatères. Ce solide possède sept sommets et onze arêtes.
4. Solide à trois triangles, deux quadrilatères, un pentagone. Ce solide possède sept sommets et onze arêtes.
5. Solide à quatre triangles et deux quadrilatères. Ce solide possède six sommets et dix arêtes.
6. Solide à cinq triangles et un pentagone. C'est là qu'on trouve la pyramide hexaédrique semi-régulière.
7. Solide à six triangles. Il s'agit de deux tétraèdres accolés qui donnent au solide un aspect de diamant. C'est dans cette famille que l'on trouve le second hexaèdre semi-régulier. Ce solide possède cinq sommets et neuf arêtes.

On appelle « hexaèdre gauche » un solide dont certaines faces ne sont pas planes.